# Carin Göring

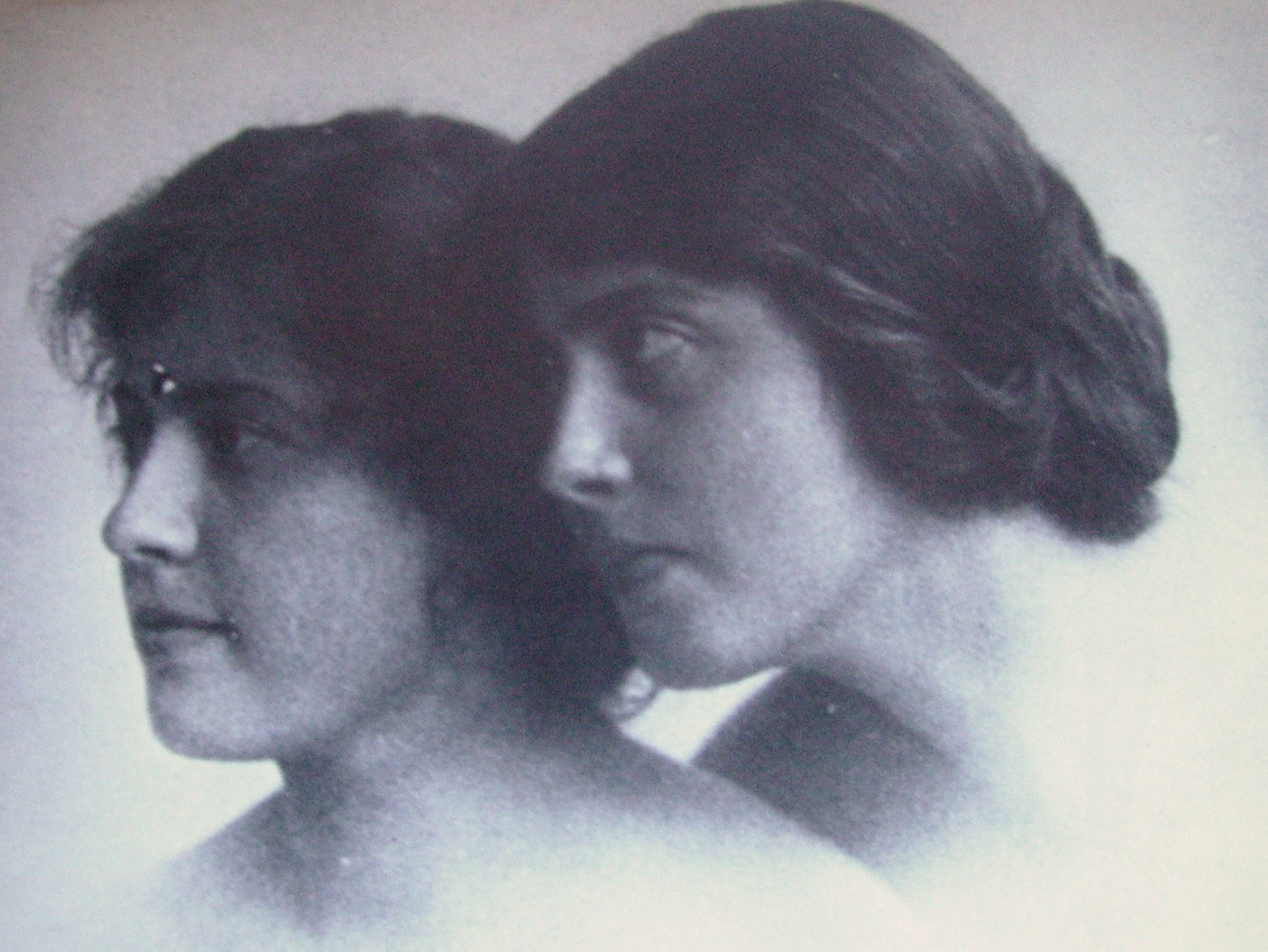
Carin en Lily Fock

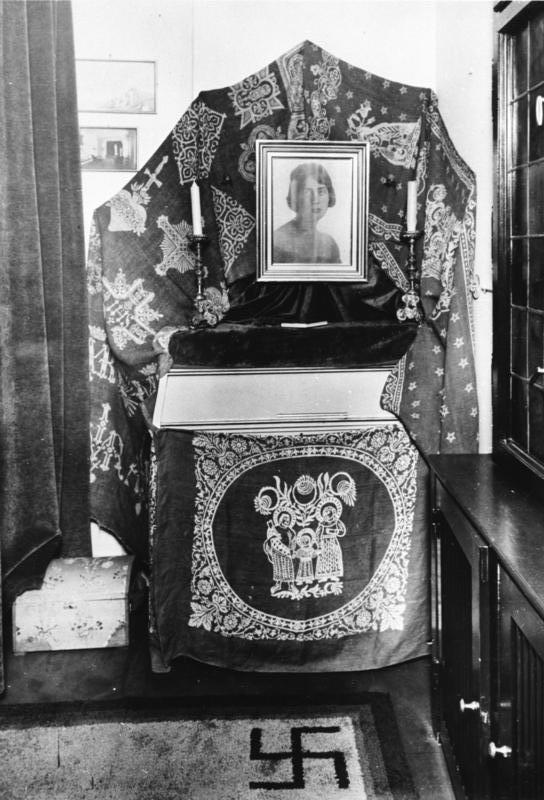
Aandenken aan Carin Fock in de woning van Hermann Göring te Berlijn

Carin Axelina Hulda Fock (Stockholm, 21 oktober 1888 - aldaar, 17 oktober 1931) was de eerste echtgenote van Hermann Göring.

## Jeugd
Carin Axelina Hulda Fock was een dochter van de kolonel en regimentskommandant Carl Freiherr Fock en zijn Ierse echtgenote Huldine Beamish. De familie Fock was in de 19e eeuw uit Westfalen naar Zweden geëmigreerd. Carin had vier zussen: Mary, Lily, Elsa en Fanny.

## Von Kantzow
In 1910 huwde Fock de beroepsofficier Niels Gustav Freiherr von Kantzow.
In 1912 kregen ze hun enig kind, Thomas.

## Hermann Göring
In februari 1920 verbleef Fock bij haar zus Mary von Rosen op kasteel Rockelsta. Daar ontmoette ze Hermann Göring, een gedecoreerde gevechtspiloot uit de Eerste Wereldoorlog. Hij was als piloot bij Svenska Lufttrafik met zijn vliegtuig met de kasteelheer graaf Eric von Rosen in slecht weer naar Rockelsta gevlogen en bleef overnachten. Fock en Göring begonnen een relatie en trokken enkele maanden later naar München, waar Göring Fock voorstelde aan zijn moeder Franziska Göring. Die keurde de relatie af omdat Fock nog getrouwd was. Nochtans had ze zelf in een driehoeksverhouding geleefd met haar echtgenoot en haar minnaar Hermann Epenstein Ritter von Mauternburg.
In december 1922 scheidde Fock. Op 3 januari 1923 trouwde ze met Göring. Zoon Thomas von Kantzow bleef in Zweden bij zijn vader. Haar vorige echtgenoot, Niels von Kantzow gaf hen geld en een auto met chauffeur.
Bij de Bierkellerputsch had Göring een schotwond in de lies opgelopen. In een Oostenrijks ziekenhuis kreeg hij morfine om de pijn te stillen. Dit gaf aanleiding tot zijn morfineverslaving. Fock voerde Göring naar Italië en verzorgde hem. Omdat de Görings in Duitsland gezocht werden, vluchtten ze naar Zweden. Hermann Göring volgde er op kosten van zijn schoonvader meerdere ontwenningskuren, maar herviel telkens.
In 1928, werd Göring lijsttrekker van de NSDAP en Fock kwam van Zweden naar Berlijn.

## Dood
Op 25 september 1931 stierf Focks moeder. Fock stierf kort daarna aan hartfalen. Göring noemde zijn buitenverblijf Carinhall naar haar en ook zijn luxejacht Carin II. Zij werd begraven in Zweden, maar toen tegenstanders haar graf schonden, liet Göring haar herbegraven in de tuin van Carinhall, waarbij Hitler aanwezig was. De Russische troepen schonden haar graf. Een Zweedse monnik verzamelde haar verspreide beenderen in een aardappelzak en bracht deze naar haar familie in Zweden, waar ze vervolgens is herbegraven. .